# Kontext (Sprachwissenschaft)
Kontext (von lateinisch contexere ‚zusammenweben‘) bezeichnet in der Sprachwissenschaft (Linguistik) sowie in der Kommunikationstheorie alle Elemente einer Kommunikationssituation, die das Verständnis einer Äußerung mitbestimmen, also den für die jeweilige Sprechsituation bestehenden „Zusammenhang der Verwendung eines Wortes“. Darüber hinaus bezeichnet Kontext generell den Zusammenhang, in dem eine Äußerung, eine Handlung oder generell ein Signal zu verstehen ist.
So definierte Gregory Bateson den Kontext eines Reizes als „eine Metamitteilung, die das elementare Signal klassifiziert“. Tatsächlich bezeichnet die griechische Vorsilbe meta häufig eine kontextuelle Betrachtung (Metaebene) eines Sachverhalts wie in Metawissenschaft oder Metakommunikation.
Die kontextabhängigen Bedeutungen sprachlicher Äußerungen untersucht das linguistische Teilgebiet der Pragmatik.

## Typisierung
Die bestimmenden Elemente eines  sprachwissenschaftlichen Kontexts bzw. Kotexts werden in zwei Richtungen typisiert. Zum einen unterscheidet man zwischen
- sprachlichem, verbalem Kontext[4][5] und
- situativem, non-verbalem Kontext.[4][5]

Zum anderen unterscheidet man zwischen 
- sprachlichem Kontext und
- allgemeinem, persönlichem, sozialem  Kontext.

Als allgemeiner Kontext der Sprechsituation wird dabei „der Ort, die Zeit und der Handlungszusammenhang der Äußerung“ bezeichnet.
Als persönlicher und sozialer Kontext gilt die „Beziehung zwischen Sprecher und Hörer, ihren Einstellungen, ihren Interessen und ihrem Wissen bzw. ihren wechselseitigen Wissensannahmen“.
Als sprachlicher Kontext wird der Zusammenhang, „der die Ausdrücke grammatisch und semantisch verknüpft und gleichzeitig durch Deixis oder pragmatische Indikatoren wie Modalpartikel in den situativen Kontext einbettet, …“ bewertet. Er kann in engeren Mikrokontext und weiteren Makrokontext unterschieden werden.